# Tomida femina
Tomida femina  (Occitano: [ tuˈmiðɔ ˈfeminɔ ], Catalán: [ tuˈmiðə ˈfɛminə ]; "Una mujer hinchada") es el poema sobreviviente más temprano en Occitano, un encanto de dieciséis líneas, probablemente para el uso de parteras.
Se preserva en las izquierdas y bajas márgenes de un tratado latino y legal en un manuscrito del siglo noventa o décimo, donde es escrito al revés. Se falta la línea catorceno, pero los editores lo aprovisionaron a base del patrón de las últimas tres líneas.
| Tomida femina in tomida via sedea; tomid infant in falda sua tenea; tomides mans et tomidas pes, tomidas carnes que est colbe recebrunt; tomide fust et tomides fer que istæ colbe donerunt. Exsunt en dolores d'os en polpa [de polpa en curi] de curi in pel de pel in erpa. Terra madre susipiat dolores. | Una mujer hinchada Se sentó en una vía hinchada; Un niño hinchado Tuvo en su regazo; Mano hinchada Y pies hinchados, Carnes hinchadas Que recibirán este golpe; Madera hinchada Y hierro hinchado que darán este golpe. El dolor viaja De hueso a piel, De piel a cutis De cutis a pelo De pelo a césped. Que tierra madre reciba el dolor. |

El significado del encanto poético, una cura hablante, es incierta. Es posiblemente intentado como cura para un edema. La mujer hinchada de la primera línea, y el niño hinchado de la tercera línea, podrían ambos ser pacientes, o tal vez solo un. El encanto transfiere la hinchazón del paciente a madera y hierro, posiblemente se refiere de instrumentos médicos, y de ahí en la tierra. Por el contrario, la mujer hinchada, y el niño «tenido en su regazo», puede se refiere a una gestación. El encantador podría ser la partera. Los editores del poema notan la apropiación de una imagen natal al principio de literatura occitana.